# Prefectura Miyazaki
Prefectura Miyazaki (宮崎県 Miyazaki-ken?) este una din prefecturile din Japonia.

## Geografie

Harta prefecturii Miyazaki

### Municipii
Prefectura cuprinde 9 localități cu statut de municipiu (市):
- Ebino
- Hyūga
- Kobayashi
- Kushima
- Miyakonojō
- Miyazaki (centrul prefectural)
- Nichinan
- Nobeoka
- Saito

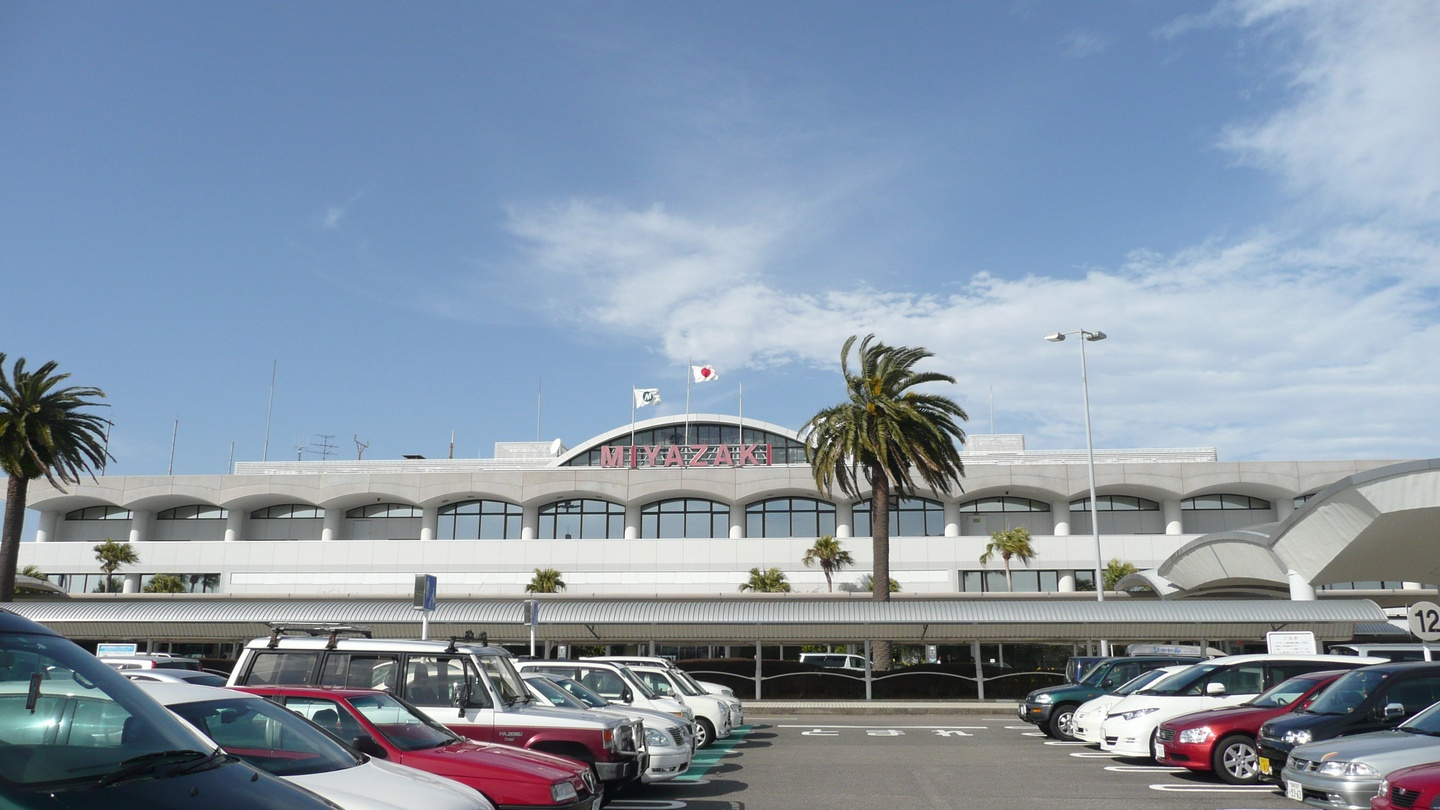
Aeroportul din Miyazaki
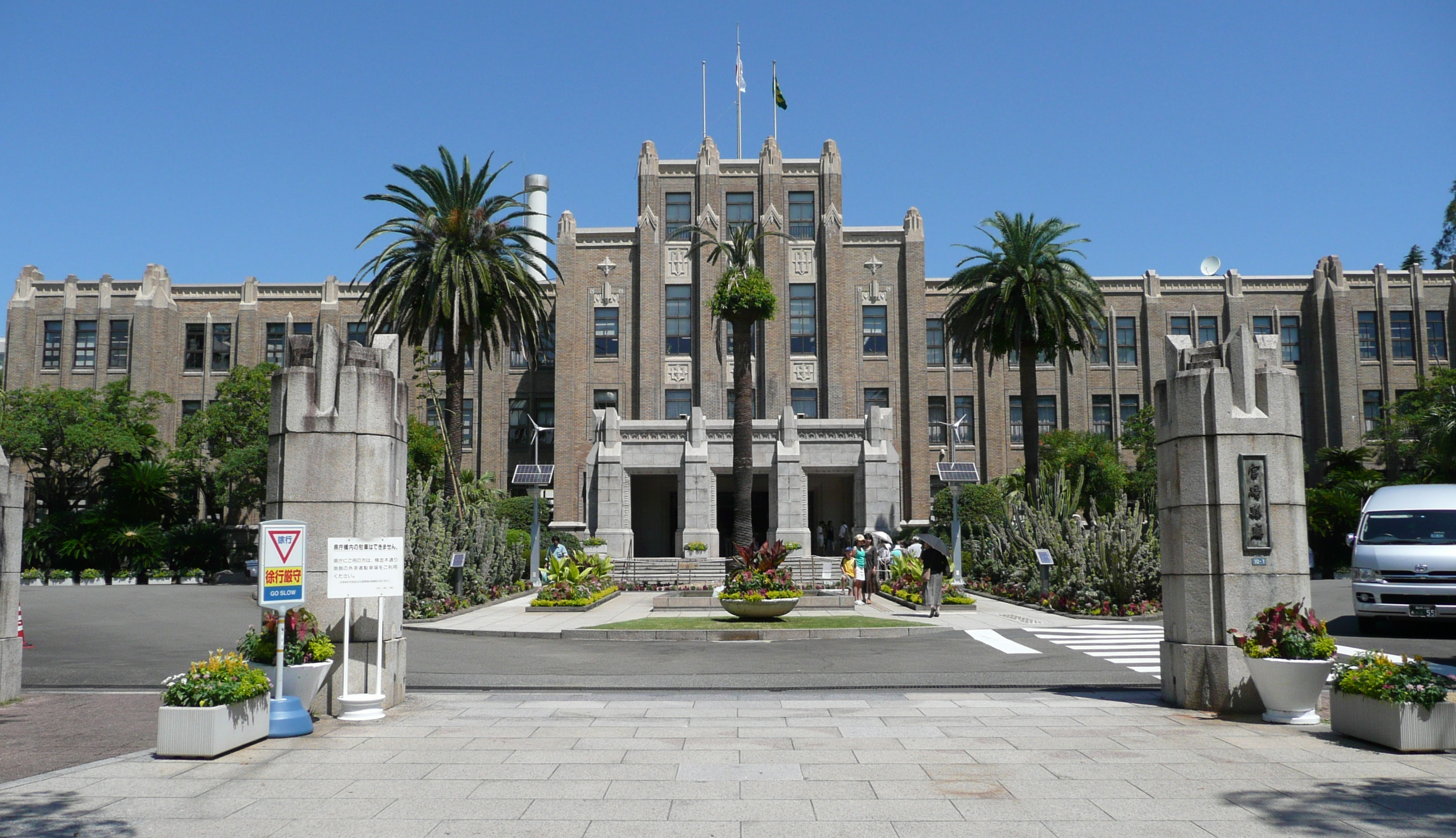
Sediul prefecturii
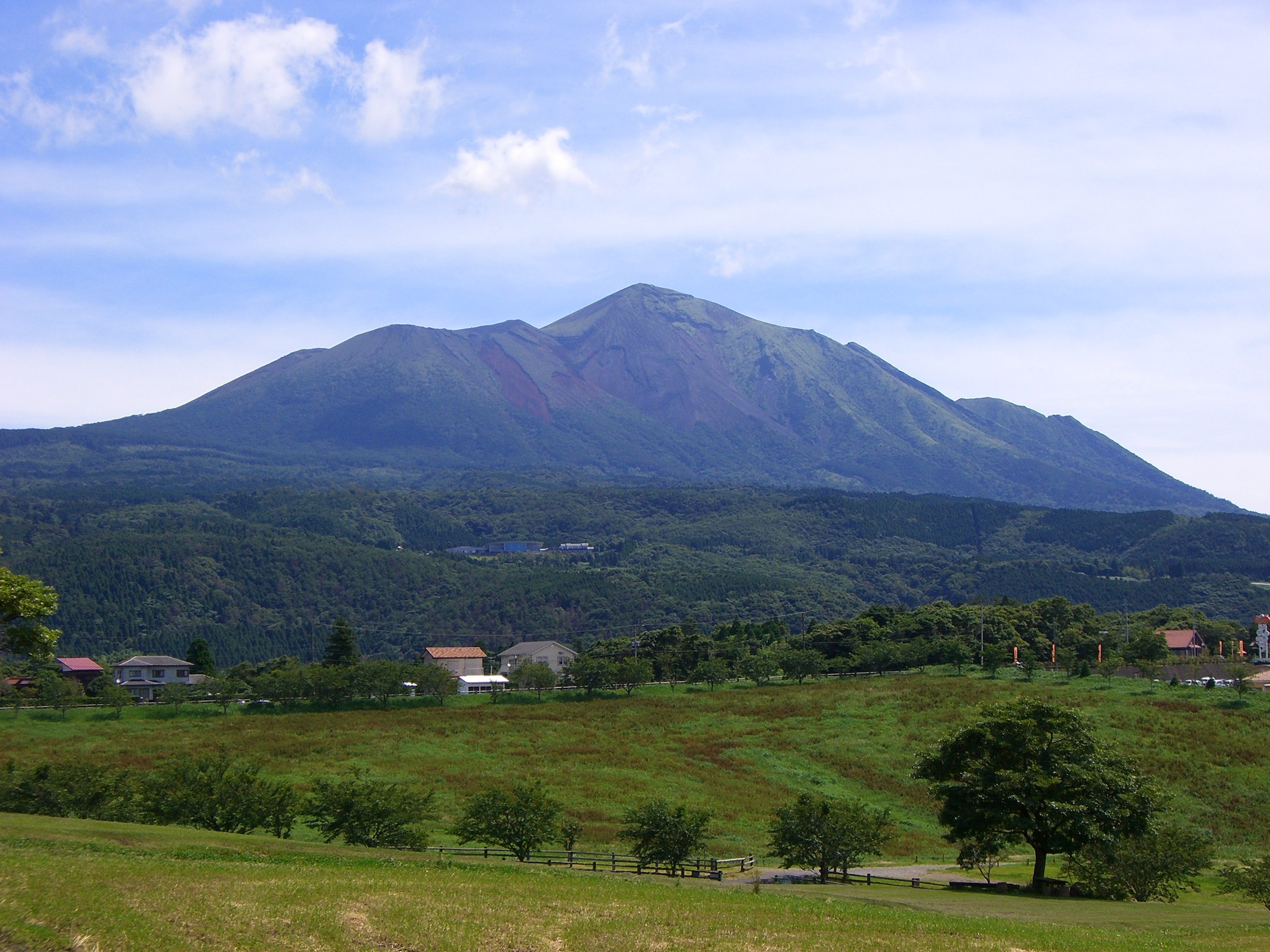
Muntele Takachiho (1573 m)